# Coupe de France de football 1985-1986
 (juillet 2018).
Navigation
Coupe de France 1984-1985 Coupe de France 1986-1987
La Coupe de France 1985-1986 était la 69e édition de la coupe de France, et a vu les Girondins de Bordeaux l'emporter sur l'Olympique de Marseille en finale, le 30 avril 1986.
C'est la deuxième Coupe de France remportée par les Girondins.

## Résultats

### Trente-deuxièmes de finale
Les 32es de finale sont disputés sur terrains neutres.
| Division        | Club                           | Score               | Club                         | Division        | Lieu                   |
| --------------- | ------------------------------ | ------------------- | ---------------------------- | --------------- | ---------------------- |
| Division 2 (D2) | FC Tours                       | 1 - 0               | Stade quimpérois             | Division 2 (D2) | Thouars                |
| Division 2 (D2) | Limoges FC                     | 2 - 2 a.p., 4-3 tab | FC Nantes                    | Division 1 (D1) | Angoulême              |
| Division 1 (D1) | RC Lens                        | 3 - 0               | FCM Garges-lès-Gonesse       | DH (D5)         | Saint-Denis            |
| Division 1 (D1) | Le Havre AC                    | 2 - 1               | AS Monaco FC                 | Division 1 (D1) | Paris                  |
| DH (D5)         | ES Le Crès                     | 0 - 0 a.p., 3-1 tab | Olympique d'Alès-en-Cévennes | Division 2 (D2) | Montpellier            |
| Division 1 (D1) | Stade lavallois                | 1 - 0               | Arin Luzien                  | DH (D5)         | Biarritz               |
| DHR (D6)        | AS Évry                        | 1 - 0               | SC Toulon-Var                | Division 1 (D1) | Versailles             |
| Division 3 (D3) | US Concarneau                  | 3 - 2               | US Montagnarde               | Division 3 (D3) | Lorient                |
| Division 2 (D2) | Entente Chaumont AC            | 2 - 0               | AST Moûtiers                 | DH (D5)         | Chambéry               |
| Division 1 (D1) | Brest Armorique FC             | 3 - 1               | AEP Le Bourg-sous-la-Roche   | Division 3 (D3) | Saint-Nazaire          |
| Division 4 (D4) | CS Blénod-lès-Pont-à-Mousson   | 2 - 0               | FC Chalon-sur-Saône          | Division 3 (D3) | Bar-le-Duc             |
| Division 2 (D2) | AS Beauvais-Marissel           | 2 - 1 a.p.          | AS Strasbourg                | Division 4 (D4) | Nierderbronn-les-Bains |
| Division 1 (D1) | AJ Auxerre                     | 3 - 0               | US Pont-l'Abbé               | Division 4 (D4) | Quimper                |
| Division 1 (D1) | Olympique de Marseille         | 3 - 2               | Montauban FC                 | Division 3 (D3) | Cahors                 |
| Division 1 (D1) | Stade rennais FC               | 5 - 3               | Amicale de Lucé              | Division 4 (D4) | Orléans                |
| Division 1 (D1) | Paris Saint-Germain FC         | 2 - 0               | CF Dijon                     | Division 3 (D3) | Auxerre                |
| Division 2 (D2) | RC Paris                       | 2 - 0               | INF Vichy                    | Division 3 (D3) | Bourges                |
| Division 1 (D1) | OGC Nice                       | 4 - 2               | Stade montois                | Division 3 (D3) | Périgueux              |
| Division 2 (D2) | FC Mulhouse 1893               | 2 - 1 a.p.          | Stade de Reims               | Division 2 (D2) | Saint-Dizier           |
| Division 1 (D1) | FC Sochaux-Montbéliard         | 2 - 1               | FC Metz                      | Division 1 (D1) | Épinal                 |
| Division 2 (D2) | AS Red Star 93                 | 1 - 0               | SM Caen                      | Division 2 (D2) | Évreux                 |
| Division 1 (D1) | SEC Bastia                     | 0 - 0 a.p., 5-3 tab | Stade ruthénois              | Division 3 (D3) | Albi                   |
| Division 1 (D1) | RC Strasbourg                  | 2 - 1               | AS Nancy-Lorraine            | Division 1 (D1) | Metz                   |
| Division 2 (D2) | FC Sète                        | 2 - 0               | AS Aix-en-Provence           | Division 4 (D4) | Miramas                |
| Division 1 (D1) | FC Girondins de Bordeaux       | 2 - 0               | Toulouse FC                  | Division 1 (D1) | Mont-de-Marsan         |
| Division 2 (D2) | FC Rouen                       | 4 - 0               | AS Creil                     | Division 3 (D3) | Montataire             |
| Division 3 (D3) | CS Meaux                       | 1 - 0               | SO Chambéry                  | DH (D5)         | Belley                 |
| DH (D5)         | Indépendante Pont-Saint-Esprit | 0 - 0 a.p., 4-2 tab | CO Le Puy-en-Velay           | Division 2 (D2) | Alès                   |
| Division 1 (D1) | Lille OSC                      | 2 - 1 a.p.          | US Melun                     | Division 3 (D3) | Fontainebleau          |
| Division 4 (D4) | AS Moulins                     | 3 - 1               | SC Abbeville                 | Division 2 (D2) | Le Creusot             |
| Division 2 (D2) | Montpellier PSC                | 2 - 2 a.p., 4-3 tab | Olympique avignonnais        | Division 3 (D3) | Carpentras             |
| Division 2 (D2) | Angers SCO                     | 2 - 0               | GS Saint-Sébastien-sur-Loire | DH (D5)         | Montaigu               |

### Seizièmes de finale
| Division        | Club                           | Aller | Total | Retour     | Club                         | Division        |
| --------------- | ------------------------------ | ----- | ----- | ---------- | ---------------------------- | --------------- |
| Division 1 (D1) | AJ Auxerre                     | 1 - 0 | 2 - 0 | 1 - 0      | FC Sochaux-Montbéliard       | Division 1 (D1) |
| Division 1 (D1) | Le Havre AC                    | 2 - 1 | 2 - 2 | 0 - 1      | Stade rennais FC             | Division 1 (D1) |
| Division 1 (D1) | Lille OSC                      | 1 - 1 | 3 - 5 | 2 - 4      | Brest Armorique FC           | Division 1 (D1) |
| Division 1 (D1) | OGC Nice                       | 0 - 1 | 1 - 2 | 1 - 1      | FC Mulhouse 1893             | Division 2 (D2) |
| Division 1 (D1) | Stade lavallois                | 0 - 0 | 2 - 1 | 2 - 1      | Angers SCO                   | Division 2 (D2) |
| Division 2 (D2) | AS Beauvais-Marissel           | 1 - 2 | 2 - 3 | 1 - 1      | RC Lens                      | Division 1 (D1) |
| Division 1 (D1) | Paris Saint-Germain FC         | 2 - 1 | 3 - 2 | 1 - 1      | Montpellier PSC              | Division 2 (D2) |
| Division 1 (D1) | SEC Bastia                     | 4 - 1 | 4 - 4 | 0 - 3      | Entente Chaumont AC          | Division 2 (D2) |
| Division 2 (D2) | AS Red Star 93                 | 0 - 1 | 0 - 2 | 0 - 1      | FC Girondins de Bordeaux     | Division 1 (D1) |
| Division 1 (D1) | RC Strasbourg                  | 3 - 0 | 4 - 2 | 1 - 2      | CS Meaux                     | Division 3 (D3) |
| DH (D5)         | Indépendante Pont-Saint-Esprit | 0 - 0 | 0 - 2 | 0 - 2 a.p. | Olympique de Marseille       | Division 1 (D1) |
| Division 3 (D3) | US Concarneau                  | 1 - 1 | 1 - 2 | 0 - 1      | Limoges FC                   | Division 2 (D2) |
| Division 2 (D2) | FC Sète                        | 0 - 3 | 0 - 3 | 0 - 0      | CS Blénod-lès-Pont-à-Mousson | Division 4 (D4) |
| Division 4 (D4) | AS Moulins                     | 1 - 4 | 1 - 6 | 0 - 2      | FC Rouen                     | Division 2 (D2) |
| DH (D5)         | ES Le Crès                     | 0 - 4 | 0 - 6 | 0 - 2      | RC Paris                     | Division 2 (D2) |
| DHR (D6)        | AS Évry                        | 0 - 0 | 0 - 3 | 0 - 3      | FC Tours                     | Division 2 (D2) |

### Huitièmes de finale
| Division        | Club                   | Aller | Total | Retour | Club                         | Division        |
| --------------- | ---------------------- | ----- | ----- | ------ | ---------------------------- | --------------- |
| Division 1 (D1) | Brest Armorique FC     | 2 - 4 | 2 - 5 | 0 - 1  | AJ Auxerre                   | Division 1 (D1) |
| Division 1 (D1) | Paris Saint-Germain FC | 1 - 0 | 3 - 1 | 2 - 1  | FC Mulhouse 1893             | Division 2 (D2) |
| Division 2 (D2) | Entente Chaumont AC    | 0 - 0 | 0 - 5 | 0 - 5  | FC Girondins de Bordeaux     | Division 1 (D1) |
| Division 2 (D2) | FC Rouen               | 1 - 1 | 1 - 3 | 0 - 2  | Stade rennais FC             | Division 1 (D1) |
| Division 2 (D2) | Limoges FC             | 3 - 4 | 4 - 8 | 1 - 4  | RC Lens                      | Division 1 (D1) |
| Division 1 (D1) | Olympique de Marseille | 3 - 0 | 4 - 1 | 1 - 1  | CS Blénod-lès-Pont-à-Mousson | Division 4 (D4) |
| Division 1 (D1) | Stade lavallois        | 1 - 0 | 1 - 3 | 0 - 3  | RC Paris                     | Division 2 (D2) |
| Division 1 (D1) | RC Strasbourg          | 0 - 0 | 0 - 3 | 0 - 3  | FC Tours                     | Division 2 (D2) |

### Quarts de finale
| Division        | Club       | Aller | Total | Retour     | Club                     | Division        |
| --------------- | ---------- | ----- | ----- | ---------- | ------------------------ | --------------- |
| Division 1 (D1) | RC Lens    | 2 - 1 | 2 - 3 | 0 - 2      | Paris Saint-Germain FC   | Division 1 (D1) |
| Division 2 (D2) | RC Paris   | 1 - 2 | 2 - 3 | 1 - 1      | Olympique de Marseille   | Division 1 (D1) |
| Division 1 (D1) | AJ Auxerre | 1 - 1 | 2 - 3 | 1 - 2 a.p. | Stade rennais FC         | Division 1 (D1) |
| Division 2 (D2) | FC Tours   | 0 - 1 | 0 - 2 | 0 - 1      | FC Girondins de Bordeaux | Division 1 (D1) |

### Demi-finales
| Division        | Club                   | Aller | Total | Retour | Club                     | Division        |
| --------------- | ---------------------- | ----- | ----- | ------ | ------------------------ | --------------- |
| Division 1 (D1) | Olympique de Marseille | 1 - 0 | 2 - 1 | 1 - 1  | Stade rennais FC         | Division 1 (D1) |
| Division 1 (D1) | Paris Saint-Germain FC | 1 - 1 | 2 - 3 | 1 - 2  | FC Girondins de Bordeaux | Division 1 (D1) |

### Finale
Les Girondins de Bordeaux l'emportent 2-1 face à l'Olympique de Marseille au Parc des Princes devant 45 429 spectateurs.
| Mercredi 30 avril 1986    | FC Girondins de Bordeaux  | 2 - 1 a.p. | Olympique de Marseille | Parc des Princes, France                                            |                                                                     |
| Historique des rencontres | Tigana 53e · Giresse 117e | (0 - 1)    | 45e (pen.) Diallo      | Spectateurs : 45 429 · Arbitrage : Joël Quiniou · Photos du match · | Spectateurs : 45 429 · Arbitrage : Joël Quiniou · Photos du match · |
| Historique des rencontres | Rapport                   |            |                        | Spectateurs : 45 429 · Arbitrage : Joël Quiniou · Photos du match · | Spectateurs : 45 429 · Arbitrage : Joël Quiniou · Photos du match · |

| Bordeaux | Marseille |

| 1             | Gardien de but | Dominique Dropsy          |  |     |  |
| 2             | D              | Jean-Christophe Thouvenel |  |     |  |
| 4             | D              | Alain Roche               |  |     |  |
| 5             | D              | Patrick Battiston         |  |     |  |
| 3             | D              | Gernot Rohr               |  |     |  |
| 6             | M              | René Girard               |  |     |  |
| 14            | M              | Jean Tigana               |  |     |  |
| 10            | M              | Alain Giresse             |  |     |  |
| 8             | M              | Thierry Tusseau           |  |     |  |
| 9             | A              | Bernard Lacombe           |  | 64e |  |
| 11            | A              | Uwe Reinders              |  |     |  |
| Remplaçants : |                |                           |  |     |  |
| 13            |                | Laurent Lassagne          |  | 64e |  |
| Entraîneur :  |                |                           |  |     |  |
|               | Aimé Jacquet   |                           |  |     |  |

| 1             | Gardien de but | Joseph-Antoine Bell   |  |      |  |
| 2             | D              | José Anigo            |  |      |  |
| 4             | D              | Jean-Pierre Bade      |  |      |  |
| 5             | D              | Jacky Bonnevay        |  |      |  |
| 3             | D              | Christophe Galtier    |  |      |  |
| 8             | M              | Antoine Martinez      |  |      |  |
| 6             | M              | Jean-Louis Zanon      |  | 103e |  |
| 10            | M              | Jean-Yves Francini    |  |      |  |
| 11            | M              | Kenneth Brylle Larsen |  |      |  |
| 7             | A              | Abdoulaye Diallo      |  |      |  |
| 9             | A              | Michel Audrain        |  |      |  |
| Remplaçants : |                |                       |  |      |  |
| 12            | D              | Jérôme Lorant         |  | 103e |  |
| 13            | A              | Éric Di Meco          |  | 56e  |  |
| Entraîneur :  |                |                       |  |      |  |
|               | Žarko Olarević |                       |  |      |  |